# Malaisie aux Jeux olympiques d'été de 1964
La Malaisie a participé aux Jeux olympiques d'été de 1964 à Tokyo. Sa délégation comprenait aussi des athlètes de Singapour (qui n'est devenu indépendant que l'année suivante). 61 athlètes étaient engagés, 57 hommes et 4 femmes. Ils ont participé à 48 épreuves dans 10 sports différents et n'ont obtenu aucune médaille.